# Chiesa di San Martino (Sovere)
La chiesa di San Martino è il principale luogo di culto cattolico del comune di Sovere, in provincia di Bergamo, risulta fosse la chiesa parrocchiale nel 1597.

## Storia
Un luogo di culto risulta essere presente sul territorio di Sovere già dal 959, e nel 1260 è citata una chiesa con quella di Santa Maria della Torre, nell'elenco delle chiese sottoposte alla Santa Sede, e sussidiario della pieve clusonese. I rappresentanti di questa chiesa Paxius clericus risultano essere presenti nel 1304 al sinodo indetto da Giovanni da Scanzo vescovo di Bergamo, quindi facente parti della diocesi orobica. La chiesa viene indicata sempre dipendente dalla pieve di Clusone, nel nota ecclesiarum del 1360 voluto da Bernabò Visconti per registrare le imposte che il clero doveva alla famiglia Visconti.
Nel 1568 il prete della chiesa fu investito dalla carica di vicario foraneo, con decreto del vescovo Federico Corner durante il secondo sinodo diocesano, a seguito delle disposizioni votate nel concilio provinciale del 1565. Nel 1574 la pieve di Clusone fu divisa con quella di Sovere: Acta synodalia bergomensis ecclesiae.
Gli atti della visita pastorale del 27 settembre 1575 di san Carlo Borromeo, arcivescovo di Milano, descrivono la chiesa avente sette altari amministrati dalle diverse congregazioni religiose, con la presenza sul territorio di altri luigi di culto: chiesa di San Rocco, Sant'Alessandro, Santi Antonio e Bernardo nella frazione Piazza di Sovere chiesa dei Santi Gregorio e Marco, santuario della Beata Vergine della Torre, chiesa dei Santi Giorgio Faustino, Sebastiano e Defendente del convento dei frati cappuccini. La conformazione della chiesa è confermata negli atti della visita pastorale del vescovo Giovanni Paolo Dolfin del 1778.
La chiesa risulta essere elevata a parrocchia prepositurale nel 1597. Alla fine del XIX secolo vi furono eseguiti lavori di ampliamento con la demolizione di parte dell'antico fabbricato, quello che si affacciava sulla piazza, e la ricostruzione con l'aggiunta di due navate e della cupola. Al termine dei lavori la chiesa fu nuovamente consacrata il 24 marzo 1886, dal vescovo di Bergamo, monsignor Gaetano Camillo Guindani. Nel tempo furono aggiunti decorazioni agli altari e lavori di manutenzione.
Con decreto del 27 maggio 1979 entra a far parte della vicaria di Solto-Sovere, della diocesi di Bergamo.

## Descrizione

### Esterno
La chiesa è posta sulla piazza cittadina con la facciata rivolta a ovest. La facciata è tripartita da quattro grandi lesene accoppiate, a colonna terminanti con capitelli corinzi che sostengono la trabeazione e il timpano triangolare nel cui centro è dipinta in rilievo una croce greca, e culminante con una croce ferrea. La parte centrale della facciata è di altezza maggiore con la conformazione a capanna, mentre le due laterali leggermente arretrati, hanno il tetto a un solo spiovente.

### Interno
L'aula si presenta a tre navate, di quella centrale di altezza maggiore, e nella parte che precede il presbiterio con una larghezza superiore di dieci metri dove è posta la cupola. Il presbiterio ha misure leggermente inferiori all'aula, si presenta in stile neoclassico, ed è preceduto dalla gradinata e dalla balaustra intarsiata dalla bottega fantoniana in marmo nero del 1729, mentre l'altare maggiore è completato dal paliotto raffigurante san Martino a cavallo sempre fantoniano. L'abside leggermente schiacciata per mancanza di spazio.

La chiesa conserva come pala di un altare laterale, la tela di Giovan Battista Moroni Resurrezione di Cristo di cui si conserva la commissione del giugno 1561, con la sua consegna entro la Pasqua del 1562, e i relativi pagamenti: 
(Archivio parrocchiale chiesa di San Martino, Gabriele Medolago)